# 丁謹
丁謹，山西澤州人，明朝政治人物、同進士出身。

## 生平
嘉靖四年乙酉科山西鄉試舉人，五年（1526年）联捷丙戌科進士。嘉靖六年，接替趙繼勛，擔任南直隶常州府宜興縣知縣，由谷繼宗接任知縣。